# マグネシウム循環社会
マグネシウム循環社会とはマグネシウムをエネルギー媒体として循環する社会の実現に向けた取り組みである。
2006年に矢部孝東京工業大学教授らにより、世界で初めて実行可能な方式として提案された。
マグネシウムは軽量で反応しやすく、資源量は海水中に大量に存在するため、近年、利用の拡大に向けて注目されている。
空気マグネシウム電池を使用して空気との酸化反応で電力を取り出す事が出来る。これは一種の燃料電池と言えるもので、カルノー効率に依存しないので高効率で電力に変換できる。生成物は回収して金属マグネシウムに再生する。
従来にない新しいマグネシウム再生方式として、レーザーを用いた方法が提案され、最近では生成純度が95%にもなり、海水中に存在する1800兆トン(石油10万年相当)を回収する新しい淡水化装置も実用化されつつあり、一挙に脱炭素社会へのホープとなりそうな状況となっている。

## 他のエネルギー媒体への変換と火力発電所
水素をエネルギー媒体とする構想があるが、水素は常温では高圧タンクや水素吸蔵合金に貯蔵しなければならないのでどうしてもかさばる。同じエネルギー量を貯蔵するためにマグネシウムを使用すれば水素の数分の1の体積で済むしタンクも不要なので軽量化が可能。
実は、マグネシウムは有力な水素の貯蔵媒体ということができる。マグネシウムは重量比で8.3%の水素を発生させることができる。実際、矢部らは2006年に2.4Litterの容器内で、0.6mm厚のマグネシウム切片20mmx40mm、重量100gに火をつけ、水をかけることで0.83g/minの水素を発生させた。これを水素燃料電池に用いると1.6kWの電気出力となる。
この切片をもっと小さく2mmx2mmにすると反応は激しくなる。水素は1200度以上の高温となり、周りの酸素と反応して蒸気となり、石炭とほぼ同じ25MJ/kgの燃焼熱で、火力発電所が実現する。この模擬実験も2006年に報告されている。
これ以外にもスターリングエンジンのような外燃機関の加熱源としても使えるので、ガソリンエンジンのように、自動車の駆動にも使うことも提案されている。

## 欠点と克服
マグネシウムは反応性が高いので、水や空気中の酸素と容易に反応する。
資源を循環させるのに必要な再生工程には、溶融塩を使用した電気分解が含まれるため、大量の電力を消費する。したがって、仮に電気自動車の燃料として使用する場合、リチウムイオン充電池を充電したものを使う方が効率的である。
マグネシウム以外にも水素や金属をエネルギー媒体としたエネルギー循環社会の構想があるが、どれも一長一短があり、実用化には至っていない。
近年は自然エネルギーを用いたレーザー精錬技術によって96%の高純度のマグネシウムを製造することが可能になり、1800兆トン(石油10万年分のエネルギー)ものマグネシウムが存在する海からマグネシウムを採取する海水淡水化技術が確立した。また、1mm厚で0.25W/cm2の大出力マグネシウム燃料電池や、マグネシウム燃焼火力発電所などへの技術の実用化により、マグネシウム循環社会が実現する見通しが立ってきた。